# BIGLOBE
BIGLOBE（ビッグローブ）は、ビッグローブ株式会社 (BIGLOBE Inc.) が運営するインターネットサービスプロバイダのひとつ。
KDDIの完全子会社。

## 概要
BIGLOBEはインターネットプロバイダであり、固定インターネット回線、モバイル回線の提供だけでなく、ポータルサイト、クラウドホスティング等、インターネットに欠かせないインフラ事業を提供している。BIGLOBEは「大きな地球」を意味するBIG（大きい）とGLOBE（球，地球）を合わせた造語。シンボルマークは「水の惑星」で、通称「びっぷる」。
1996年7月24日、日本電気 (NEC) が運営していたインターネットサービスプロバイダであるmesh、パソコン通信サービスであるPC-VANとコンテンツ配信サービスであるCyber Plazaを統合しサービス開始。1999年に既存のmeshおよびPC-VAN会員はBIGLOBEに移行された。
2006年7月3日、NECの一部門だったBIGLOBE事業本部をNECビッグローブ株式会社として分離独立させたが、その時点では社名からもわかる通り、引き続きNECが筆頭株主であり、NECグループに属していた。このとき同時にロゴも変更された。
2007年3月末の時点でサービス会員の合計が1,663万人。会員は減少していないが、競合相手の大手プロバイダ他社と同様、以前ほどの勢いで増えてはいない。2007年に公表された中期戦略計画によると、FTTHのユーザー数は10.7%と2位につけていた。NTTの公式発表が、11月現在で加入者1,000万人と公表している事から、日本国内でのFTTHにおけるISP事業では100万人超で、2位のポジションにいたが、2010年3月にNTTぷららに抜かれ、第3位となった。2015年3月現在、FTTHの事業は会員数が200万人で、OCN、NTTぷららに次いで3位の地位を占めている。
2013年10月に、報道各社が大株主の日本電気が株式を売却すると報じられた。報道時点では、NECは決定事項はないなどとしていたが、2014年1月30日、日本産業パートナーズに同年3月末頃にNECが所有する全株式を売却することを発表した。ブランド名やサービスは継続される。その後、2014年3月末を以てNECは保有する当社の株式を日本産業パートナーズに売却。当社は4月1日付で社名を「ビッグローブ」に変更し、NECグループを離脱した。
2016年12月8日に、KDDIが日本産業パートナーズから保有株式を2017年1月末を目処に総額約800億円で取得し、同社の完全子会社化することを発表した。2017年1月31日、KDDIが経営権を100％取得し、同社のグループ会社となった。

## 沿革
- 1986年（昭和61年）4月 - NECのパソコン通信サービスPC-VAN開始。
- 1995年（平成7年）
  - 2月1日 - インターネットサービスプロバイダ"C&Cインターネットサービスmesh"事業開始。
  - 3月31日 - ダイヤルアップIP接続サービス開始。
- 1996年（平成8年）7月24日 - "BIGLOBE"開始。
- 1999年（平成11年）1月 - "mesh"と統合される。
- 2001年（平成13年）1月 - PC-VANにおけるパソコン通信事業を終了。
- 2003年（平成15年）3月 - PC-VAN事業を完全に終了する。
- 2006年（平成18年）7月3日 - NECのBIGLOBE事業本部が分離・独立、NECビッグローブ株式会社となる。
- 2009年（平成21年）10月 - 競合関係であった富士通系の@niftyと、コンテンツの相互供給契約を締結した。
- 2011年（平成23年）9月30日 - mesh.ad.jp網から接続する会員向けに提供していたプロキシサーバーを終了した。これらは「ホームページウィルスチェック」サービスで利用できるプロキシ（bgcsまたはcachesv）とは違い、ウイルススキャンされなかった。
- 2014年（平成26年）
  - 3月 - BIGLOBEだけではなくOCN、@nifty、hi-ho、au one net、So-netなどの大手プロバイダーポータルサイトにインターネット広告を供給していた子会社であるサイバーウィングが解散した。
  - 4月1日 - NECグループを離脱し、ビッグローブ株式会社に社名変更。
- 2015年（平成27年）2月23日 - 本社を品川シーサイドへ移転[7]。
- 2017年（平成29年）
  - 1月31日 - KDDIの完全子会社（機能子会社）となる。
  - 10月1日 - 子会社のビッグローブカスタマーコミュニケーションズ株式会社を吸収合併した。

## コンテンツ
2004年3月22日にブログサービス「ウェブリブログ」をサービス開始した。
2004年にオリジナルのコンピュータゲーム「Let's!浜茶屋」を開発し、ダウンロード販売専用で提供するという実験的な試みも行っていた。
BIGLOBEストリーム（アニメワン）で、UHFアニメなど、放送されたアニメ動画の配信も行っており、2010年にオリジナルアニメ『ゆとりちゃん』の製作、配信も行っていた。2014年3月にアニメ事業から撤退した。
ケータイBIGLOBEは、携帯電話向けの検索、動画、着信メロディ、ニュース、コミュニティ、占いなど各種コンテンツを無料提供していた（2014年3月頃完全撤退）。
2009年にTwitterクライアント「ついっぷる」をリリースした。PC向けWebクライアントの他、携帯電話端末やスマートフォン向けアプリ、画像投稿やトレンド情報などのWebサービスを提供しており、日本で普及しているクライアントの一つであったが、2017年10月31日にサービスを終了した。「ついっぷるトレンド」は継続するとしている。
2025年6月、BIGLOBEニュース、BIGLOBEサーチ、BIGLOBE天気予報を終了。

## BIGLOBE mobile
仮想移動体通信事業者 (MVNO) としてNTTドコモの通信網を活用した高速モバイルデータ通信サービス。LTE接続時下り最大150Mbpsの高速通信と、3G接続時（下り最大14Mbps）の接続エリアの広さの双方が享受できる。2017年9月、サービス名称を、それまでの「BIGLOBE LTE・3G (BIGLOBEスマホ、BIGLOBE SIM)」から「BIGLOBE mobile」に変更した事を発表した。

### プラン・料金
| プラン種別                       | 高速データ通信容量 | データ通信のみ | データ通信SMS付き | 音声通話 (データ+SMS+音声通話) | 追加できるシェアSIM枚数 | BIGLOBE Wi-Fi   |
| -------------------------------- | ------------------ | -------------- | ----------------- | ------------------------------ | ----------------------- | --------------- |
| 音声通話スタートプラン           | 1GB/月             | —              | —                 | 1,400円                        | —                       | 有料            |
| 3ギガプラン (旧エントリープラン) | 3GB/月             | 900円          | 1,020円           | 1,600円                        | —                       | 有料            |
| 6ギガプラン (旧ライトSプラン)    | 6GB/月             | 1,450円        | 1,570円           | 2,150円                        | 最大4枚                 | 1ライセンス無料 |
| 12ギガプラン                     | 12GB/月            | 2,700円        | 2,820円           | 3,400円                        | 最大4枚                 | 1ライセンス無料 |
| 20ギガプラン                     | 20GB/月            | 4,500円        | 4,620円           | 5,200円                        | 最大4枚                 | 1ライセンス無料 |
| 30ギガプラン                     | 30GB/月            | 6,750円        | 6,870円           | 7,450円                        | 最大4枚                 |                 |

### 沿革
- 2012年（平成24年）
  - 2月1日 - NTTドコモのFOMAハイスピード網を活用したMVNO高速モバイル接続サービスBIGLOBE 3G開始。
    - デイタイムプラン（月額料金1,770円。2:00 - 20:00使用可）・スタンダードプラン（月額料金2,770円。全日使用可）。

  - 3月6日 - 加入者が急増し回線品質維持の観点から新規加入を一時中止。
  - 4月23日 - 先着100名に限り追加申込を受付。
  - 6月1日 - 再受付開始。
  - 8月1日 - NTTドコモのXi網を活用したMVNO高速モバイル接続サービスBIGLOBE LTE開始。
    - デイタイムプラン（月額料金3,770円。2:00 - 20:00使用可）・スタンダードプラン（月額料金4,770円。全日使用可）。

  - 10月1日 - BIGLOBE LTE／BIGLOBE 3G、デイタイムプラン向けに1日に限り時間制限を解除するナイトオプション（1回315円）開始。
  - 12月3日 - BIGLOBE LTE、月額料金はそのままにUIMカードを3枚貸与まで拡張できるシェアオプション開始。

- 2013年（平成25年）
  - 2月1日 - BIGLOBE 3GとBIGLOBE LTEを統合し、BIGLOBE LTE・3Gとする（ライトSプラン・ライトMプランの開始）。BIGLOBE 3Gのデイタイムプラン・スタンダードプランの新規受付は終了。
  - 6月1日 - イオンリテール店頭でUIMカード「はじめまセット」および端末とのセット販売を開始。
  - 12月2日 - BIGLOBE LTE・3G、エントリープラン（月額料金980円。全日使用可）開始。
- 2014年（平成26年）
  - 2月3日 - オプションで使用可能な公衆無線LANにBBモバイルポイントとUQ Wi-Fiを追加。iPhone等で採用されているnanoSIMカードへの変更受付開始。SMSオプション開始。
  - 3月8日 - ヨドバシカメラでUIMカード「はじめまセット」発売。
  - 7月1日 - 音声通話サービス開始。
  - 9月1日 - BIGLOBE LTE・3Gの帯域制限時および通信容量超過後の接続速度を128kbpsから200kbpsに引き上げ。
  - 11月1日 - BIGLOBE LTE・3Gの各プラン月間通信容量を引き上げ。各月額料金は据え置き。
  - 12月1日 - これまでクレジットカード払いのみだった音声通話SIMの支払い方法を、銀行口座振替およびNTT/KDDIとの合算請求にも拡大。
- 2015年（平成27年）
  - 4月17日 - エントリープランおよびライトSプランの月間通信容量を引き上げ。ライトSプラン・ライトMプラン・スタンダードプランにおいて直近72時間の通信容量による速度制限を撤廃（エントリープランおよび音声通話スタートプランは継続）。データ通信容量の繰越しサービス開始（繰越容量の最大値は各プランごとに定められた月間高速データ通信容量と同量）。BIGLOBE LTE・3G利用者の家族会員サービスを無料化。
  - 8月3日 - 12Gプラン申込開始。エントリープランおよび音声通話スタートプランにおける直近72時間の通信容量による速度制限を、エントリープランは360MBから600MBに、音声通話スタートプランは120MBから200MBにそれぞれ緩和。
- 2016年（平成28年）
  - 9月13日 - 直近72時間（3日間）の送受信の通信量合計に対して設けていた、通信速度制限に関する規定を、一部プランにおいて廃止。
  - 11月1日 - BIGLOBE LTE・３Gのオプションサービスとして「エンタメフリー・オプション」を発売。YouTube、Apple Music、Google Play Musicが通信量のカウントされないサービス。複数の動画・音楽をカウントしないサービスとしては通信業界で初めての試みとなる。
  - 12月1日 - 「エンタメフリー・オプション」の対象サービスとして「AbemaTV」を追加
- 2017年（平成29年）
  - 2月16日 - 「エンタメフリー・オプション」の対象サービスとして「Spotify」を追加。20ギガプラン、30ギガプランを発売開始。「エントリープラン」を「3ギガプラン」、「ライトSプラン」を「6ギガプラン」に名称変更。
  - 10月10日 - KDDIが提供するauの4G LTE回線に対応した「タイプA」の提供を開始。マルチキャリアMVNOとなる。

### 端末（スマホ・ルーター）
※2017年2月20日発売中の端末
| メーカー                        | 端末名                     | 月額加算料(24か月)               |
| ------------------------------- | -------------------------- | -------------------------------- |
| ASUS                            | ZenFone 3 Max (ZC520TL)    | 820円(アシストパックR)×24か月*   |
| シャープ                        | AQUOS SH-M04               | 1,380円(アシストパックC)×24か月* |
| ASUS                            | ZenFone 3 Laser (ZC551KL)  | 1,150円(アシストパックF)×24か月* |
| ASUS                            | ZenFone 3 (ZE520KL)        | 1,650円(アシストパックP)×24か月* |
| LGエレクトロニクス              | LG G2 mini for BIGLOBE     | 530円(アシストパックK)×24か月*   |
| 富士通                          | arrows M03                 | 1,490円(アシストパックE)×24か月* |
| シャープ                        | AQUOS mini SH-M03          | 2,080円(アシストパックL)×24か月* |
| Motorola                        | Moto G4 Plus               | 1,490円(アシストパックE)×24か月* |
| HUAWEI                          | HUAWEI P9 lite             | 1,240円(アシストパックH)×24か月* |
| Motorola                        | Moto X Play                | 1,840円(アシストパックI)×24か月* |
| HUAWEI                          | HUAWEI MediaPad T2 7.0 Pro | 1,040円(アシストパックM)×24か月* |
| 海外版 新品またはメーカー整備品 | iPhone SE 16GB             | 2,080円(アシストパックL)×24か月* |
| 海外版 新品またはメーカー整備品 | iPhone 6 16GB              | 2,700円(アシストパックS)×24か月* |
| 海外版 新品またはメーカー整備品 | iPhone 6 Plus 16GB         | 2,700円(アシストパックS)×24か月* |
| NECプラットフォームズ           | Aterm MR05LN               | 970円(アシストパックN)×24か月*   |
| NECプラットフォームズ           | Aterm MR04LN               | 933円(アシストパックA)×24か月*   |

#### 過去提供端末
- SHARP AQUOS SH-M01
- LG G2 mini for BIGLOBE(LG-D620J)
- Aterm MR01LN - NECアクセステクニカ製のモバイルWiFiルータ（BIGLOBE LTE・3G兼用）
- NI-760S - ネクス製のモバイルWiFiルータ（BIGLOBE LTE・3G兼用）
- NECビッグローブ NEC-102 - NTTドコモのMEDIAS WP N-06CをベースとしたBIGLOBE 3G通信専用のAndroid 2.3搭載スマートフォン端末。NECカシオ製（通話は不可。BIGLOBE 3G専用）
- RS-CV0C - ネクス製のモバイルWiFiルータ（BIGLOBE 3G専用）
- MEDIAS for BIGLOBE LTE NE-202 - NTTドコモのMEDIAS X N-07DをベースとしたBIGLOBE LTE・3G通信専用のAndroid 4.0搭載スマートフォン端末。NECカシオ製（BIGLOBE LTE・3G兼用。音声通話に関しては専用アプリ「BIGLOBEフォン・モバイル」を利用する事により通話可能）
- AQUOS PHONE for BIGLOBE SH90B - NTTドコモのAQUOS PHONE ZETA SH-06EをベースとしたBIGLOBE 3G・LTE通信専用のAndroid 4.2搭載スマートフォン端末。シャープ製。BIGLOBE LTE・3G端末のスマートフォンでは初となるNECカシオ以外の端末となる（BIGLOBE LTE・3G兼用。音声通話に関しては専用アプリ「BIGLOBEフォン・モバイル」を利用して通話可能）

## BIGLOBE WiMAX
BIGLOBE WiMAXとは、ビッグローブ株式会社が提供するモバイルWiFiルーターサービス。BIGLOBEの接続サービス(光ファイバー、ADSL、「ベーシック」コースなど)を利用しているユーザーは、毎月の利用料金を200円安く利用することが可能。また、口座振替に対応している数少ないWiMAX提供会社のひとつで、その中でも最安で利用する事ができる
2019年9月時点で選べる端末は、モバイルルーターがWX05（NECプラットフォームズ製）、W06（HUAWEI製）、ホームルーターがL02（HUAWEI製）と全3種類。